# Into the Storm (film 2014)
Into the Storm è un film del 2014 diretto da Steven Quale.
Pellicola statunitense sceneggiata da John Swetnam con Richard Armitage e Sarah Wayne Callies come interpreti principali.

## Trama
Di sera, dentro ad una vettura, si trovano 4 studenti liceali che avvistano di fronte a loro un tornado EF2, uno di loro scende per riprenderlo ma il vortice si avvicina troppo e li travolge, uccidendoli.
Nella cittadina di Silverton, arriva un gruppo di cacciatori di tornado che, dopo un po', riesce a trovare e ad intercettare un tornado EF3 il quale, dopo aver cambiato direzione, colpisce la scuola della cittadina, dove si sta tenendo una cerimonia per i diplomati. Ma il peggio deve ancora arrivare, altri tornado iniziano a distruggere la cittadina e il gruppo di cacciatori fa conoscenza con un padre e suo figlio che cercano il loro fratello maggiore e la sua fidanzata, rimasti intrappolati in una struttura crollata. Dopo averli salvati si forma un gigantesco tornado EF5 che si dirige verso la scuola e nessuno lo sa in quanto le sirene anti tornado sono fuori servizio. Infine dopo aver evacuato la scuola ed essere sopravvissuti in extremis al tornado, i protagonisti possono stare tranquilli e rincominciare tutto da capo.

## Produzione

### Cast
Il casting si è tenuto il 19 maggio 2012 a Pontiac, in Michigan. Il 24 maggio, Alycia Debnam-Carey ha firmato per interpretare la protagonista femminile. Il 1º giugno, la New Line Cinema ha aggiunto Arlen Escarpeta al progetto cinematografico. Il 22 giugno Sarah Wayne Callies ha firmato per interpretare Allison Stone. Il 2 luglio, la New Line ha assegnato la parte di un ragazzo in cerca del fratello a Nathan Kress. L'11 luglio 2012, Richard Armitage ha firmato per il ruolo di Gary Morris, un padre vedovo che cerca di salvare suo figlio dai tornado. L'inizio delle riprese è stato impostato per il 23 luglio a Detroit. Il 13 luglio, Max Deacon si è unito al cast del film nel ruolo di Donnie Morris, figlio di Gary e adolescente introverso con una cotta per la più bella ragazza della sua scuola. Il 1º agosto 2012 si è unito al cast del film l'attore Matt Walsh per interpretare Pete.

### Riprese
Le riprese sono iniziate nel luglio 2012 a Detroit. Il 13 agosto 2012 le riprese sono state trasferite a Rochester. È stato anche girato in alcune zone di Oakland, tra cui anche l'università.

## Distribuzione
Il 24 settembre 2013, la New Line ha annunciato l'8 agosto 2014 come data di uscita.
Il 27 giugno 2014 è stato diffuso il primo trailer italiano del film.

### Data di uscita negli altri Paesi
- 6 agosto: Belgio
- 7 agosto: Porto Rico, Malesia, Filippine, Singapore, Thailandia, Croazia, Repubblica Ceca, Russia, Serbia E Montenegro, Slovacchia, Slovenia, Ucraina
- 8 agosto: Canada, India, Indonesia, Taiwan, Estonia, Lettonia, Lituania, Polonia, Romania
- 13 agosto: Francia, Svezia, Svizzera romanda
- 14 agosto: Bolivia, Cile, Hong Kong, Ungheria, Spagna
- 15 agosto: Panama, Bulgaria
- 20 agosto: Egitto, Islanda
- 21 agosto: Perù, Libano, Danimarca, Germania, Portogallo, Svizzera tedesca
- 22 agosto: Colombia, Giappone, Austria, Turchia, Regno Unito
- 27 agosto: Italia
- 28 agosto: Argentina, Brasile, Israele, Emirati Arabi, Paesi Bassi
- 4 settembre: Messico, Uruguay, Australia, Corea, Nuova Zelanda
- 5 settembre: Sud Africa
- 11 settembre: Grecia
- 12 settembre: Cipro, Norvegia
- 26 settembre: Venezuela, Finlandia.

## Riconoscimenti
- Golden Trailer Awards
  - Miglior campagna virale alla Village Roadshow Pictures e The Woolshed Company
  - Miglior Sonoro alla Warner Bros., New Line Cinema
- Society of Camera Operators
  - Candidatura per il miglior Cameramen dell'anno a Peter Rosenfeld